# Fadwa Suleiman
Fadwa Suleiman o Fadwa Soliman (in arabo فدوى سليمان‎?; Aleppo, 17 maggio 1970 – Parigi, 17 agosto 2017) è stata un'attrice e attivista siriana, di origini alawita, divenne anche nota per aver guidato una protesta a maggioranza sunnita contro il governo di Bashar al-Assad a Homs. È diventata uno dei volti più noti della guerra civile siriana.

## Carriera d'attrice
Nata ad Aleppo, Soliman si trasferisce nella capitale Damasco per perseguire la carriera di attrice, dove si è esibita in numerosi spettacoli teatrali, di Maria's Voice e Media e in almeno una dozzina di programmi televisivi, anche in The Diary of Abou Antar e Little Ladies. Ha anche svolto l'insegnante d'arte in un orfanotrofio in "Piccoli Cuori", una serie televisiva che ha contribuito a sensibilizzare l'opinione pubblica circa il traffico di organi umani ed è stato trasmesso da diversi canali arabi. Ha anche recitato in un adattamento in arabo di "Casa di bambola" di Henrik Ibsen al Teatro Qabbani a Damasco.

## Ruolo nella rivolta siriana
Dall'inizio della rivolta siriana il 15 marzo 2011, Soliman è stata una delle poche attrici apertamente contro il governo di Assad. Sapendo che il suo destino sarebbe o la morte o la prigione, Soliman ha voluto partecipare alla manifestazione per chiarire che ciò che ha detto è una percezione di tutta la comunità alawita, che costituisce circa il 10% della popolazione, sostiene sul governo di Assad. Ha anche voluto respingere le accuse del governo che chi partecipa a proteste sono soli islamisti o terroristi armati. È apparsa ai raduni impegnati per la rimozione di Assad, condividendo il podio con la stella del calcio Abdelbasset Sarout, uno di una serie di celebrità siriani che hanno sostenuto la rivolta.
Soliman ha anche svolto monologhi appassionati in camera, chiedendo proteste pacifiche e di continuare in tutto il paese fino a quando Assad verrà rovesciato. "La violenza settaria a Homs sarebbe peggio se non fosse per Fadwa Soliman", spiega Peter Harling, analista della Siria presso l'International Crisis Group. "Lei ha cercato di contenere i danni tra alawiti che sono stati fatti da parte del regime."   In un video-messaggio nel novembre 2011, Soliman detto che le forze di sicurezza la stavano cercando per i quartieri di Homs e picchiando la gente per costringerli a rivelare il luogo del suo nascondiglio.  Soliman ha tagliato i capelli corti come un ragazzo e si è trasferita di casa in casa per sfuggire alla cattura.
Nel 2012, fuggì con il marito attraverso il Libano e stabilì a Parigi., dove ha vissuto fino alla morte, avvenuta nel 2017 all'età di 47 anni a seguito di un tumore.